# Barcelona (Venezuela)
Barcelona é uma cidade da Venezuela, capital do estado de Anzoátegui e do município de Simón Bolívar. Barcelona é um porto no Mar do Caribe.